# Métro léger de Maracaibo
Le métro de Maracaibo est un réseau de métropolitain en construction desservant la ville de Maracaibo au Venezuela. Il est composé d'une ligne inachevée de 6,5 km d'orientation nord-est/sud-ouest comportant six stations, inaugurées entre 2006 et 2009. Une extension de la première ligne et la construction d'une seconde sont en projet.

## Historique
Le métro de Maracaibo est un projet planifié dans les années 1990 par différentes agences de la ville mais n'a pas été mis en construction immédiatement en raison principalement du manque de ressources financières. Ce n'est qu'en 1996 que l'idée d'un système de transport en commun moderne pour la ville a été reprise avec la création de la société, Metromara, qui allait être chargée de sa construction. Quatre consortiums présentèrent des offres en 1998 : Alstom Transport (France), Spie-Enertrans/Bombardier (France, Canada), Siemens (Allemagne) et CAF (Espagne), rejoint dans chaque cas par un entrepreneur de génie civil. En février 2000, le président Hugo Chávez  annonça la construction de la ligne. C'est Siemens qui emporta le marché en août 2000 le marché clé-en-main d'un montant d'environ 155 millions d'euros pour la construction de la ligne 1 de 6,9 km avec 6 stations et 12 rames. Siemens est responsable également des systèmes d'automatisation, de signalisation, d'électrification et de télécommunication, et de la fourniture des véhicules. Le contrat ne sera finalement mis en route qu'en septembre 2003 à cause d'un contentieux soulevé en 2001 sur le manque de transparence dans l’attribution du marché et d'une situation politique instable. Une mise en service était annoncée pour le premier trimestre 2006. La société Ghella Sogene fut attributaire du génie civil (232 M. US$).
En 2003, le ministère de l'Infrastructure, le bureau du maire de Maracaibo et la société du métro de Maracaibo ont officiellement posé la première pierre des travaux. Le premier train sera livré en janvier 2006.
La ligne 1 a été inaugurée le 25 novembre 2006 entre les stations Altos de la Vanega et El Varillal, soit 1,2 km. La ligne sera prolongée d'une station El Guayabal et de 1,3 km en août 2007, d'une station Sabaneta et de 0,9 km en mai 2008 et de deux stations (Urdaneta et Libertador) et 3,1 km le 8 juin 2009. C'est à cette date seulement que le métro est entré en service commercial, les inaugurations antérieures n'étant suivies que d'un service d'essai.

## Ligne 1
La ligne, entièrement en site propre, comprend 4,7 km au niveau du sol, 1,4 km surélevé et un tunnel en tranchée couverte de 700 m menant au site du dépôt. Elle longe les avenues Don Manuel Belloso, Sabaneta et Libertador.

### Les stations
Quatre stations sont au niveau du sol et deux sur viaduc. La première station, Altos de la Vanega, est située à côté du dépôt et des ateliers. De là, l'itinéraire passe à niveau vers le centre-ville avec les stations El Varillal, El Guayabal et Sabaneta.
Après cette dernière station, l'alignement se fait sur un viaduc comprenant les deux dernières stations Urdaneta et Libertador, les seules avec des quais latéraux, en plein centre-ville.
|  |   |  |  |  | Station            | Communes desservies | Correspondances |
|  | - |  |  |  | ------------------ | ------------------- | --------------- |
|  | O |  |  |  | Altos de la Vanega | Maracaibo           |                 |
|  | o |  |  |  | El Varillal        | Maracaibo           |                 |
|  | o |  |  |  | El Guayabal        | Maracaibo           |                 |
|  | o |  |  |  | Sabaneta           | Maracaibo           |                 |
|  | o |  |  |  | Urdaneta           | Maracaibo           |                 |
|  | O |  |  |  | Libertador         | Maracaibo           |                 |

## Équipements de la ligne
Les sept trains sont de la classe M1 conçue à l'origine pour le métro de Prague. Une rame de 3 voitures mesure 58,2 m de long et 2,7 m de large. Le plancher du train se trouve à 1150 mm au-dessus du sommet du rail. La vitesse maximale est de 70 km/h, la vitesse moyenne de déplacement est de 35 km/h.
L'alimentation de traction est à 750 courant continu  via un fil aérien.

## Exploitation et fréquentation

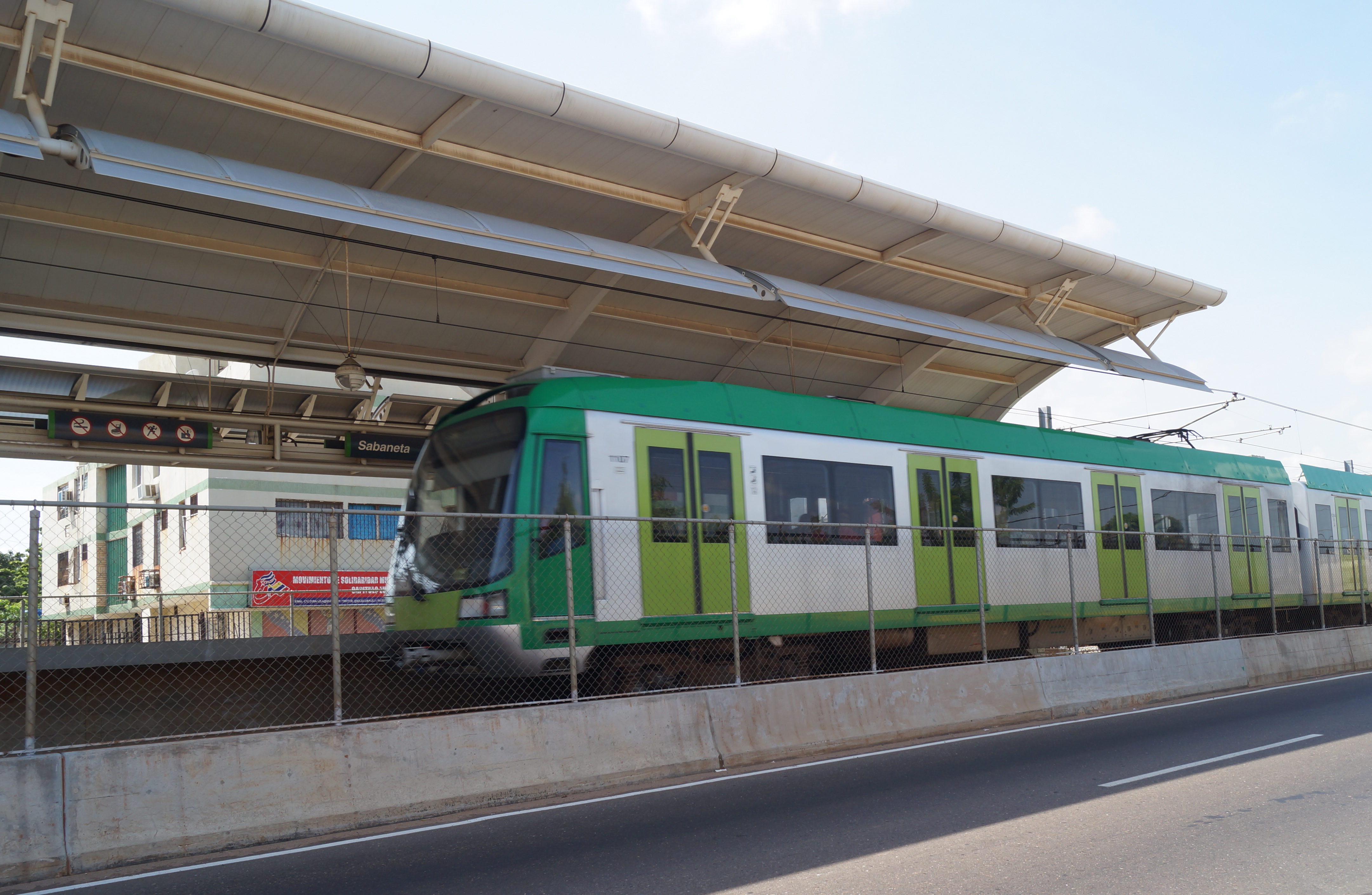
Train à la station Sabaneta

Les trains circulent toutes les 5 minutes aux  heures de pointe et toutes les 6 à 8 minutes aux heures creuses.
Les heures de service sont de 6h00 du matin à 21h00 du soir du lundi au vendredi, tandis que les samedis, dimanches et jours fériés, le service est à partir de 8h00 du matin à 18h00 de l'après-midi.
Le coût des billets est de 4 BsF (bolivars forts) pour le grand public et 1,20 BsF pour les étudiants.

## En construction et projet d'extension

### Extension de la ligne 1
Une extension de la ligne 1 au nord du terminus actuel à la station Libertador est en construction. Elle devrait comporter 3 stations supplémentaires. À long terme, la ligne pourrait être encore étendue plus au nord.
|  |   |  |  |  | Station    | Communes desservies | Correspondances |
|  | - |  |  |  | ---------- | ------------------- | --------------- |
|  | O |  |  |  | Libertador | Maracaibo           |                 |
|  | o |  |  |  | Padilla    | Maracaibo           |                 |
|  | o |  |  |  | Falcón     | Maracaibo           |                 |
|  | O |  |  |  | 5 de Julio | Maracaibo           | future ligne 2  |

### Projet de ligne 2
Une seconde ligne de métro est-ouest est en projet et devrait comporter 9 stations.
|  |   |  |  |  | Station                       | Communes desservies | Correspondances |
|  | - |  |  |  | ----------------------------- | ------------------- | --------------- |
|  | O |  |  |  | 5 de Julio                    | Maracaibo           | Ligne 1         |
|  | o |  |  |  | Calle 72 ou Paraíso           | Maracaibo           |                 |
|  | o |  |  |  | Indio Mara                    | Maracaibo           |                 |
|  | o |  |  |  | Universitaria ou Universidad  | Maracaibo           |                 |
|  | o |  |  |  | Polideportivo                 | Maracaibo           |                 |
|  | o |  |  |  | Galerías Mall ou Galerías     | Maracaibo           |                 |
|  | o |  |  |  | Mercado Periférico ou Mercado | Maracaibo           |                 |
|  | o |  |  |  | Panamericano                  | Maracaibo           |                 |
|  | O |  |  |  | La Curva de Molina            | Maracaibo           |                 |